# Chido Obi
Chidozie Obi-Martin (Glostrup, 29 de noviembre de 2007), más conocido como Chido Obi, es un futbolista danés que juega de delantero en el Manchester United Football Club de la Premier League de Inglaterra.

## Biografía
Obi nació en Glostrup, un suburbio de Copenhague, de padres igbo nigerianos.

## Trayectoria

### Arsenal
Tras comenzar su carrera en Dinamarca con el equipo local KB, Obi se mudó a Inglaterra de niño y se unió a la cantera del Arsenal a los catorce años. Progresó en las categorías inferiores del club, consolidándose como un goleador prolífico, y ascendió a la categoría sub-18 a los quince años. En su debut como titular con la sub-18, marcó un hat-trick en la victoria por 4-0 contra el Southampton el 23 de septiembre de 2023, lo que le valió comparaciones con el delantero internacional nigeriano Victor Osimhen en la prensa danesa.
El mes siguiente, Obi hizo su primera aparición con la sub-21 del club, cuando todavía tenía quince años. Continuó su ascenso meteórico en el Arsenal a principios de noviembre de 2023, siendo convocado por el entrenador del primer equipo Mikel Arteta para unirse a los entrenamientos. Obi fue noticia internacional el 18 de noviembre de 2023, anotando diez goles cuando el Arsenal venció al Liverpool por 14-3 en el nivel sub-16. El 27 de abril de 2024, Obi volvió a ser noticia, anotando siete goles para el Arsenal en su victoria por 9-0 contra el Norwich City, lo que elevó su cuenta a 24 goles en sus siete partidos anteriores con el equipo sub-18 del Arsenal. El 29 de julio de 2024, Obi anunció su salida del Arsenal en su cuenta de Instagram.

### Manchester United
Vinculado con un traspaso al Manchester United en el verano de 2024, el acuerdo se cerró a finales de septiembre. El mes siguiente, Obi fue nombrado por el periódico inglés The Guardian como uno de los mejores jugadores nacidos en 2007 en todo el mundo. En su debut como titular, Obi anotó un triplete en la victoria por 6-0 de los sub-18 sobre el Nottingham Forest.
Obi fue nombrado en un equipo senior por primera vez el 16 de febrero de 2025, haciendo su debut sénior como suplente en el minuto 90 de Casemiro en una derrota de liga por 1-0 ante el Tottenham Hotspur. Obi fue nombrado en la alineación titular para el partido del United contra el Brentford el 4 de mayo, el primer inicio de su carrera como titular; a la edad de 17 años, 156 días, se convirtió en el jugador más joven en comenzar un partido de la Premier League para el United, superando el récord anterior de Mason Greenwood de 17 años, 223 días.

## Selección nacional
Elegible para representar a Dinamarca, Nigeria o Inglaterra a nivel internacional, Obi hizo cinco apariciones a finales de 2022 para la selección danesa sub-16, antes de cambiar su lealtad a Inglaterra. Representó a Inglaterra dos veces a nivel sub-16 en febrero de 2023, contra Chipre y Escocia. Sin embargo, en abril del mismo año regresó a la selección danesa sub-16, anotando dos goles en tres apariciones. Su prolífica forma goleadora le valió una convocatoria a la selección danesa sub-17, y comenzó la campaña de clasificación de Dinamarca para el Campeonato Europeo Sub-17 de la UEFA 2024 con dos goles en sus primeros tres partidos.